# Genesis Files
Genesis Files – składanka Steve'a Hacketta, zawierająca nagrania z płyt Genesis Revisited, Darktown, The Tokyo Tapes, Feedback '86 i Bay of Kings.

## Spis utworów
cd 1 (61:44):
1. Firth of Fifth (9:40)
2. Watcher of the Skies (8:39)
3. Riding the Colossus (4:07)
4. Rise Again (4:26)
5. Valley of the Kings (6:30)
6. Time Lapse at Milton Keynes (3:55)
7. Your Own Special Way (4:17)
8. The Fountain of Salmacis (9:53)
9. For Absent Friends (3:02)
10. Twice Around the Sun (7:15)

cd 2 (57:38):
1. Horizons (1:44)
2. Prizefighters (5:15)
3. Camino Royale (8:45)
4. I Know What I Like (5:24
5. Deja vu (5:52)
6. Waiting Room Only (6:50)
7. Dance on a Volcano (7:28)
8. The Steppes (5:41)
9. In That Quiet Earth (3:56)
10. Los endos (6:43)

## Goście
- John Wetton
- Bill Bruford
- Tony Levin
- Ian McDonald
- Paul Carrack
- Colin Blunstone
- Chester Thompson
- Alphonso Johnson
- Bonnie Tyler
- Chris Thompson
- Royal Philharmonic Orchestra